# Парадокс обертання монети

Рухлива монета здійснює два оберти навколо своєї вісі, роблячи один оберт навколо нерухомої монети.

Шлях однієї точки на краю рухомої монети є кардіоїдою, яка робить лише одне коло.

Парадокс обертання монети — якщо одну монету котять по краю іншої монети такого ж розміру, то рухома монета щоб опинитись у початковому положенні виконає не один, а два повних оберти навколо своєї осі, якщо дивитися на неї з боку зовнішньої системи відліку. Цей математичний парадокс можна узагальнити на кола різного радіусу.
Парадокс отримав широкий розголос після того, як подібне завдання, в дещо іншому формулюванні, було включене до тесту SAT, при цьому жоден із передбачених у тесті варіантів відповіді не був правильним.

## Опис
Найпростіше побачити проблему, якщо розглядати дві ідентичні монети, які торкаються одна одної на столі. Розмістіть монети так, щоб якийсь помітний елемент був вгорі або знизу. Тримаючи монету A нерухомо, обертайте монету Б навколо A, зберігаючи точку контакту без ковзання. Коли монета Б досягає протилежного боку, вона зробить один повний оберт. Продовження руху поверне монету Б у вихідне положення та завершить другий оберт. Парадоксально: монета Б навколо довжини кола нерухомої монети зробила два оберти, тобто «прокотилася» на відстань, що дорівнює подвоєній довжині її кола. Насправді, оскільки довжини кіл обох монет однакові за визначенням, монета B дійсно прокотилася лише на відстань, що дорівнює її власній довжині кола, тобто на один оберт. Друге обертання виникає внаслідок того, що шлях, по якому котилася монета, сам є колом, що аналогічно повному обертанню монети Б без кочення, «на місці» і цей оберт не залежить від розміру об'єкта, який огинають.
Один із способів візуалізації різниці в складових частинах ефекту — це «витягнути» довжину кола монети A у пряму лінію. Монета Б у такому випадку обертається лише один раз, коли вона рухається по пласкій траєкторії. Це «перший оберт». Тепер розглянемо ковзання однією незмінною точкою (без прокочування) монети Б по колу монети A — це дасть одне повне обертання, яке створює «другий оберт».
Іншим варіантом візуалізації є розгляд випадку руху монети вздовж периметру квадрата. Кочення по стороні квадрата викличе відповідне обертання монети, яке залежить від довжини сторони квадрата. Проте на куті квадрата, для забезпечення безперервного руху без ковзання монету доведеться повернути на 90 градусів без проходження будь-якого шляху. Чотири кути забезпечують 360 градусів обертання монети додатково до того, яке відбудеться при коченні вздовж периметру квадрата.
Коли монета Б обертається навколо іншої монети такого ж розміру, будь-яка точка її кола описує кардіоїду.

## Нерівні радіуси та рух не по колу

Приклад, коли R = 3 r. На малюнку 1, коли довжина кола для R випрямлена, кількість обертів (кількість разів, коли стрілка вказує вгору) R/r R / r = 3. На малюнку 2, коли відновлене коло з радіусом R, монета робить додатковий оберт, даючи R/r R / r + 1 = 4. [ (Анімація)

На тесті SAT у травні 1982 року було запитання: Радіус кола А становить 1/3 радіуса кола Б. Починаючи з положення, показаного на малюнку, коло A котиться навколо кола Б. Через скільки обертів кола A його центр вперше досягне своєї початкової точки?
Варіанти відповіді:
(a) 2/3
(b) 3
(c) 6
(d) 9/2
(e) 9
Після тесту незалежно один від одного троє абітурієнтів поскаржилися на помилку в завданні та довели, що правильна відповідь 4, якої не було серед варіантів. Помилку визнали та повідомили, що отримані бали за тест будуть перераховані по всій країні, щоб виключити з результатів оцінку за це завдання. Крім того, в тексті питання «Через скільки обертів…» англійською мовою був використаний термін «revolution», яким в астрономії позначають повний оберт одного об'єкта навколо іншого (наприклад, річний оберт Землі довкола Сонця). Цей термін може позначати і обертання об'єкта навколо своєї вісі, але зазвичай у такому випадку використовується термін «rotation», а для «revolution» таке трактування набагато менше поширене. З урахуванням відмінностей у термінології на поставлене запитання «Через скільки обертів…» можна відповісти, що коло А зробить один оберт навколо кола Б поки не досягне початкової точки. Хоча цей варіант і є скоріше лінгвістичною неточністю, але відповідь «1» могла б трактуватися як правильна і її також не було в переліку варіантів.
Найпростіше довести помилку було через демонстрацію на двох паперових колах з відповідним співвідношенням радіусів (див. малюнок). Дещо складніше було довести це математично.

## Аналіз та загальне рішення для замкненої кривої

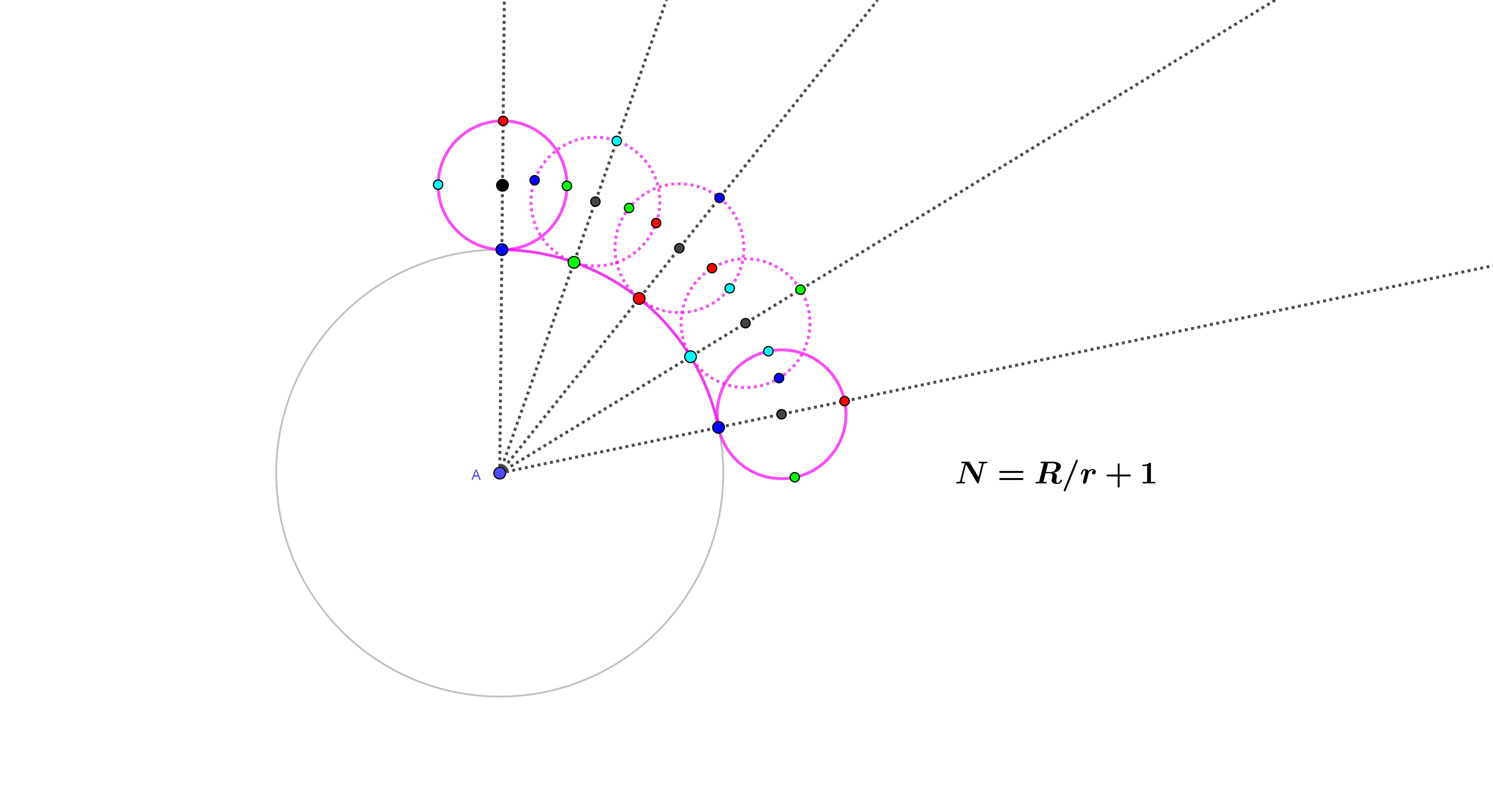
Обертання дрібної монети навколо більшої

Від початку до кінця центр рухомої монети рухається по колу. Коло нерухомої монети та траєкторія центру утворюють два концентричних кола. Радіус зовнішнього кола є сумою радіусів монет; отже, довжина кола шляху рухомого центру вдвічі більша за довжину кола однієї монети. Центр рухомої монети проходить подвійну довжину кола монети без ковзання. Саме тому рухома монета робить два повних оберти.
Наскільки рухома монета на цьому шляху обертається навколо власного центру або в якому напрямку — це не впливає на довжину шляху, який повинен пройти центр монети Б. Фокусування уваги на точці торкання нерухомої монети та кількості обертів відволікає увагу і заважає збагнути дійсну довжину шляху, який проходить монета.
Монета радіуса r, що котиться навколо монети радіуса R, утворює R/r + 1 обертання. Це відбувається тому, що центр монети, що котиться, рухається по колу з радіусом R + r/r = R/r + 1 помножити на власний радіус. У граничному випадку, коли R = 0, монета радіуса r становить 0/r + 1 = 1 простий оберт навколо нижньої точки.
Назагал, форма, навколо якої котиться монета, не обов'язково має бути саме колом: один додатковий оберт додається до співвідношення довжини кола до периметру будь-якого простого багатокутника або взагалі замкненої кривої, яка не перетинає сама себе. Коло буде лише частковим випадком такої кривої.
Якщо розглядати випадок руху монети всередині кривої, то пройдена центром монети лінія буде відсунута всередину на радіс монети, що зменшить її розмір на довжину кола монети. Замість додавання одного оберту до співвідношення протяжності периметрів, треба відняти один оберт від такого співвідношення.

## Інші прояви парадоксу
Парадокс пов'язаний із зоряним часом. Так зоряна доба — це час, необхідний Землі для обертання, щоб віддалена зірка повернулася в те саме положення на небі. При цьому такий час не збігається з довжиною сонячної доби — часу, протягом якого Сонце повертається в зеніт. Рік має приблизно 365.25 сонячних діб, але 366.25 зоряних діб для одного оберту Землі навколо Сонця. Оскільки сонячна доба має 24 години, зоряна доба має приблизно 365.25/366.25 × 24 години = 23 години 56 хвилин і 4,1 секунди.
Відомо, що Місяць завжди повернений до Землі однією стороною. Більшість людей вважають, що це відбувається тому, що час обертання Місяця навколо своєї осі випадково дорівнює тривалості обороту Місяця по орбіті навколо Землі. Але через приливне блокування Місяць самостійно не обертається навколо своєї осі! Якби Земля була плоскою, то Місяць ковзав би над нею без обертання і саме відсутність обертання забезпечувала б постійне звернення до Землі тільки однією стороною. Спостережуване в геліоцентричній системі координат обертання Місяця відбувається виключно через його обліт навколо Землі, тобто центром обертання є Земля, а не вісь Місяця. Так само кордова авіамодель облітає центр прив'язки і не має ніякого обертання навколо своєї осі.
Версія парадоксу виникає в теорії груп, зокрема в дослідженні групи Лі, відомої як розщеплена дійсна форма G 2 . Одна з конструкцій цієї групи використовує той факт, що куля, яка котиться навколо іншої кулі з потрійним радіусом, зробить чотири повних оберти, а не три.